# 阪本是丸
阪本 是丸（さかもと これまる、1950年2月7日 - 2021年4月18日）は、日本の歴史学者・神道学者。國學院大學名誉教授。専門は近代日本宗教史・政教関係史。

## 経歴
熊本県鹿本郡植木町鎮座（現在、熊本県熊本市北区）の元郷社・正院厳島神社の社家に生まれる。1977年國學院大學文学部神道学科卒業。1979年同大学院修士課程修了。1995年「国家神道形成過程の研究」で博士（神道学）の学位を取得。
神社新報社記者、國學院大學日本文化研究所助手、講師、助教授、文学部教授を経て、神道文化学部教授、同大研究開発推進機構長、同大副学長を歴任した。2020年定年退職、名誉教授。神社本庁教学委員、神社新報社論説委員長。
父・阪本健一も、神道学者（幕末維新期の神道・国学史）で研究の一面を継いでいる。静岡県祭務官などとして戦前の神社行政に直接携わった。

## 著書

### 単著
- 『東京大神宮百年のあゆみ』（東京大神宮、1980年）
- 『角田忠行翁小伝』（熱田神宮宮庁、1989年）
- 『明治維新と国学者』（大明堂、1993年）
- 『国家神道形成過程の研究』（岩波書店、1994年）
- 『近代の神社神道』（弘文堂、2005年）
- 『近世・近代神道論考』（弘文堂、2007年）
- 『神道と学問』（神社新報社〈神社新報ブックス〉、2015年）。藤本頼生編

### 共著・編著
- 宇野正人共編著『お伊勢さま百話』（財団法人神道文化会、1984年）
- 井上順孝共編著『日本型政教関係の誕生』（第一書房、1987年）
- 阪本健一『天皇と明治維新』 （暁書房、1983年／皇學館大学出版部、2000年）。父の遺著を編んだ
- 大原康男・百地章 『国家と宗教の間―政教分離の思想と現実』 （日本教文社〈教文選書〉、1989年）
- 葦津珍彦 『国家神道とは何だったのか』 （註解、神社新報社、旧版は1987年、新版は2006年）
- 『全国神職会会報』（復刻版、ゆまに書房、1991‐1993年）。全52巻、監修
- 『国家神道再考　祭政一致国家の形成と展開』（弘文堂〈久伊豆神社小教院叢書〉、2006年）
- 『プレステップ 神道学』（石井研士との共編、弘文堂、2011年）
- 『昭和前期の神道と社会』（弘文堂、2016年）。責任編集
- 『近代の神道と社会』（弘文堂、2020年）。責任編集